# Arc-en-ciel Papillon Licorne Chaton
Arc-en-ciel Papillon Licorne Chaton (Rainbow Butterfly Unicorn Kitty) ou (RBUK) [ɑːrbʌk] est une série télévisée d'animation américano-canadienne en 26 épisodes de 22 minutes, créée par Rich Magallanes est diffusée entre le 27 janvier et le 1er décembre 2019 sur Nickelodeon. La série est produite par Nickelodeon Animation Studio, Funrise, et Bardel Entertainment.
La série met en vedette Felicity, une chatte magique pleine d'esprit qui fait également partie des arc-en-ciel, des papillons et des licornes, alors qu'elle poursuit ses aventures avec ses amis dans le mashup de la ville de Mythlandia. La première a eu lieu sur Nickelodeon aux États-Unis le 27 janvier 2019, et des épisodes supplémentaires ont été diffusés sur la chaîne sœur de Nickelodeon, Nicktoons, le lendemain.

## Univers de la série
La série suit les aventures magiques mythiques de Felicity, un chat magique à la fois arc-en-ciel, papillon et licorne. Elle possède des pouvoirs de transformation qui lui permettent de choisir entre Rainbow Power, Butterfly Power, Unicorn Power et suivre les événements de Purrfect Party, Kitty Power. Ses autres amis, Le meilleur ami de Miguel, Anubis chihuahua, Athena, un hibou intelligent en matière de lecture, et Yana un yéti ditzy, accompagnent Felicity dans leurs diverses aventures dans la ville de Mythlandia, un lieu rempli de créatures de conte de fées, de sorciers et de géants, dragons, et bien d'autres choses encore,, tout en restant occasionnellement ensemble au Mythic Malts, un restaurant appartenant à Moona qui vend de délicieux Malts, pour se rafraîchir.
Chaque épisode est censé « explorer le pouvoir des femmes et la non-conformité » alors que Felicity se transforme en différentes formes utilisant ses capacités magiques. La série est également une célébration de l'individualité et de la confiance en soi.

## Personnages

### Principal
- Felicity (doublé par Allegra Clark[7]) est un chat magique impertinent et intrépide qui fait partie de l'arc-en-ciel, du papillon et de la licorne. Elle possède des pouvoirs de transformation qui lui permettent de lasso des objets sous la forme d'un arc-en-ciel, de produire des applaudissements tonitruants depuis les ailes de son papillon, des lasers de feu de sa corne de licorne et de ses pattes de chaton peuvent tirer des bâtons lumineux[5],[6].
- Miguel (doublé par Arturo Sandoval) est un anubis chihuahua bleu, terre-à-terre, actif et énergique[5],[6]. Le roi Nacho (Billy Bongo) est son ancêtre chien Anubis.
- Athena (doublé par Katie Leigh) est un hibou intelligent en matière de lecture[6] et un des amis de Felicity. Elle parle d'une voix très monotone.
- Yana (doublé par Laila Berzins) est un yéti ditzy[6] et est également l'un des amis de Felicity.

### Récurrent
- Le soleil est un soleil sensible avec un visage humain vivant. Il a aussi des bras maigres et est capable de parler. Étant le soleil, il supervise les nombreuses aventures des acteurs et les commente parfois, ou y réagit en silence. Comme indiqué dans The Sand Crab Man, il se transforme également en lune le soir.
- Rudy (doublé par Chase Mitchell) est un rat sarcastique qui prétend être un lapin. Il cause souvent des problèmes à Felicity et à ses amis.
- Timmy est un petit Kraken qui cause souvent des problèmes.
- Le maire Snowball (doublé par Dorothy Elias-Fahn) est le maire de Catlantic City. Son ancien rival est le maire Wags (Kyle Hebert).
- Moona est une vache et le propriétaire de Mythic Malts. Elle sort avec Oscar Go, un escargot français lent.
- Chippy est une créature ressemblant à un tamia.
- Andy, un dragon;
- Ken, un gamin humain.
- The Sand Crab Man (doublé par Doug Stone) aide les citoyens de Mythlandia à s'endormir.
- Hank, comme Felicity, il fait partie de l'hippopotame Bumblebee, Magnetic et Karaoke and M&M's.

## Distribution

### Voix française
- Esther Aflalo
- Auclair
- Carole Baillien
- Pierre Bodson
- Marie Braam
- Patrick Brull
- Peppino Capotondi
- Frédéric Clou
- Gauthier de Fauconval
- Claudio Dos Santos
- Marie Dubled
- Robert Dubois
- Vincent Dussaiwoir
- Fabien Gaertner
- Jacqueline Ghaye
- Pierre-Louis Giffon
- Bernard Grand
- Pascal Gruselle
- Michel Hinderyckx
- Pierre Lebec
- Lise Leclercq
- Laëtitia Liénart
- Fabienne Loriaux
- Valérie Marchant
- Adrien Pelon
- Stéphane Pelzer
- Xavier Percy
- Andrew Picard
- Olivier Premel
- Sophie Pyronnet
- Laurent Renard
- Benoît van Dorslaer
- Jean-Michel Vovk
- Léonce Wapelhorst

- Version française :
  - Société de doublage : Lylo
  - Direction artistique : Edwing Chandelier et Delphine Chauvier
  - Adaptation des dialogues : Clément Masson

## Production
La série est produite par Funrise, qui a repris la production de la série pour Saban Brands après sa fermeture en raison de la vente de la majorité de ses propriétés de divertissement à Hasbro. La série est animée par Bardel Entertainment et comporte des éléments photo-réels. La série est destinée pour les enfants de 6 à 11 ans.

## Épisodes
| 1 | 1 | 1 | 1 | 26 | 26 | 26 | 26 | 26 | 27 janvier 2019 | 27 janvier 2019 | 27 janvier 2019 | 27 janvier 2019 | 27 janvier 2019 | 27 janvier 2019 | 27 janvier 2019 | 27 janvier 2019 | 1er décembre 2019 | 1er décembre 2019 | 1er décembre 2019 | 1er décembre 2019 | 1er décembre 2019 | 1er décembre 2019 | 1er décembre 2019 | 1er décembre 2019 |

La seule et unique saison a été diffusée du 27 janvier au 1er décembre 2019 sur Nickelodeon aux États-Unis. La série compte 26 épisodes d'une durée de 22 minutes.
1. Chat ch'est de la fête ! / Un Anubis bis
2. Chat-Francisco / Chat fait peur
3. La belle au bois ronflant / Le crabe marchant de sable
4. Deux talents valent mieux qu'un / Un chaudron pas très magique
5. Le monstre du Loch Crasse / Super miaou et Super Lucha
6. Le baguette de la discorde / Jouvence à outrance
7. À la friandusine / La mouche à l'envers
8. Attaque de snack / Le bogue en arrière
9. Le monstre aux yeux verts / Personne n'est parfait
10. Les scouts Mystiques / Arc-en-ciel, Papillon, Licorne, Chaton
11. Denzel en détresse / Le Minotaure
12. Plus de pouvoirs pour la soirée / L'adorable Yana des neiges
13. Le poracle / La boîte de Pandore

## Diffusion
La série devait initialement être lancé à l'automne 2018, mais a été reporté à 2019. Aux États-Unis, la série avait été représentée en avant-première sur le réseau principal de Nickelodeon le 27 janvier 2019, avant sa saison première sur Nicktoons un jour après. Parallèlement à la première, le même épisode était disponible sur Nick App et Nick On Demand le 18 janvier. L'aperçu a été un succès suffisant pour justifier que l'émission reste sur le programme de Nickelodeon tout en étant diffusée sur Nicktoons. Les premiers épisodes se sont poursuivies sur le réseau principal le 10 février avec les The Green-Eyed Monster et Rainbow Butterfly Unicorn Cupid. Au cours de ce passage temporaire sur Nicktoons à Nickelodeon, seul l'acronyme de l'émission, RBUK, est utilisé. Il diffère de la façon dont l'émission est mentionnée et affichée sur les promos, les publicités, la plupart des guides de télévision et la chanson thème a été coupée de toutes les émissions. La série a été renvoyée à Nicktoons le 21 juin 2019, en commençant par l'épisode The Trouble with Travis et en présentant tous les segments à des jours différents.
Jetpack Distribution a annoncé l’acquisition de droits de distribution internationaux au Canada, en Amérique latine, en Europe (à l'exception de l'Italie et de la Russie), en Australasie, en Asie, en Afrique et au Moyen-Orient,. La série sera diffusée sur les chaînes internationales de Nickelodeon et sur des blocs de marque après le lancement américain plus en 2019. Au Canada, la série a fait ses débuts sur Family Channel le 2 septembre 2019.